# Новый Чечень
Новый Че́чень — село в Кизлярском районе Дагестана. Входит в состав сельского поселения Сельсовет «Брянский».

## Географическое положение
Населённый пункт расположен у побережья Каспийского моря, недалеко от региональной трассы Кизляр-Брянск, в 22 км к юго-востоку от центра сельского поселения — Брянск и в 60 км к северо-востоку от города Кизляр.

## История
Село основано в 1830-е годы переселенцами с острова Чечень.

## Население
| 1914 | 1926 | 1970 | 1989 | 2002 | 2010 | 2021 |
| ---- | ---- | ---- | ---- | ---- | ---- | ---- |
| 87   | ↘86  | ↗231 | ↘72  | ↗114 | ↗171 | ↘155 |

До начала 1990-х годов основным населением села были русские. Затем начался отток русских, сопровождавшийся притоком переселенцев из горных районов республики.
По данным Всероссийской переписи населения 2002 года, численность населения села составила 114 жителей, в том числе 41 % — даргинцы, 31 % — аварцы и 28 % — русские.
Национальный состав
По данным Всесоюзной переписи населения 1926 года:
| № | Национальность | Численность, чел. | Доля  |
| - | -------------- | ----------------- | ----- |
| 1 | русские        | 86                | 100 % |

По данным Всероссийской переписи населения 2010 года:
| № | Национальность | Численность, чел. | Доля   |
| - | -------------- | ----------------- | ------ |
| 1 | даргинцы       | 75                | 43,9 % |
| 2 | аварцы         | 58                | 33,9 % |
| 3 | русские        | 30                | 17,5 % |
| 4 | другие         | 8                 | 4,7 %  |

По данным Всероссийской переписи населения 2010 года, в селе проживал 171 человек (85 мужчин и 86 женщин).

## Промышленность
В советские годы в селе действовал крупный рыболовецкий колхоз «Волна Революции». В настоящее время рыболовная промышленность в селе находится в упадке.